# Eocuculus cherpinae
Eocuculus cherpinae är en utdöd fågel i familjen gökar inom ordningen gökfåglar. Den beskrevs 1999 utifrån fossila lämningar från eocen funna i Colorado, USA.